# Callimorpha dominula
Callimorpha dominula (antigamente Panaxia dominula), também conhecida como mariposa-tigre-escarlate, é uma mariposa noturna colorida da subfamília Arctiinae e da família Erebidae.
A autoridade científica da espécie é Linnaeus, tendo sido descrita no ano de 1758.

## Subespécies
As subespécies dentro desta espécie incluem:
- Callimorpha dominula dominula (Linnaeus, 1758) (Báltico, Bielorrússia, Ucrânia, Moldávia, Rússia Ocidental e Europa Central)
- Callimorpha dominula lusitanica Staudinger, 1894 (Portugal)
- Callimorpha dominula pompalis Nitsche, [1926] (vales dos Alpes do sul)
- Callimorpha dominula persona (Hübner, 1790) (Itália, ao sul dos Alpes, excluindo os vales do Piemonte e do sul dos Alpes)
- Callimorpha dominula trinacriae Nardelli & Giandolfo, 1996 (Sicília)
- Callimorpha dominula profuga (Goeze, 1781) (Balcãs: Macedônia (Scopje); Albânia; Grécia; Turquia ocidental)
- Callimorpha dominula rossica Kolenati, 1846 (Cáucaso, Transcaucásia, exceto Montanhas Talysh; noroeste do Irã)
- Callimorpha dominula philippsi Bartel, 1906 (Montanhas Talysh, norte do Irã, sul do Turcomenistão)
- Callimorpha dominula kurdistanica Thomas, 1983 (sudeste da Turquia, possivelmente Iraque)

## Distribuição e habitat
Esta espécie é encontrada na maior parte da Europa, Turquia, Transcaucásia e no norte do Irã. Trata-se de uma espécie presente no território português. Essas mariposas preferem áreas úmidas (prados úmidos, margens de rios, pântanos e pântanos), mas também podem ser encontradas em falésias rochosas perto do mar.

## Descrição
Callimorpha dominula possui uma envergadura de 45–55 milímetros. Os adultos desta espécie são bastante variáveis na cor. As asas anteriores costumam ter um brilho verde metálico nas áreas enegrecidas. As asas posteriores são vermelhas com três marcas pretas grandes e irregulares. Essas mariposas também podem ocorrer em formas de cores raras, uma com asas posteriores e corpo amarelos e outra com preto estendido nas asas posteriores. O tórax é preto com gloss verde e mostra duas listras longitudinais curtas amarelas. O abdômen é preto. A mariposa tigre vermelha desenvolveu aparelhos bucais, que permitem que ela se alimente de néctar. As lagartas podem atingir um comprimento de cerca de 40 milímetros, são cinza escuro com listras amarelas e pequenos pontos brancos.

## Galeria

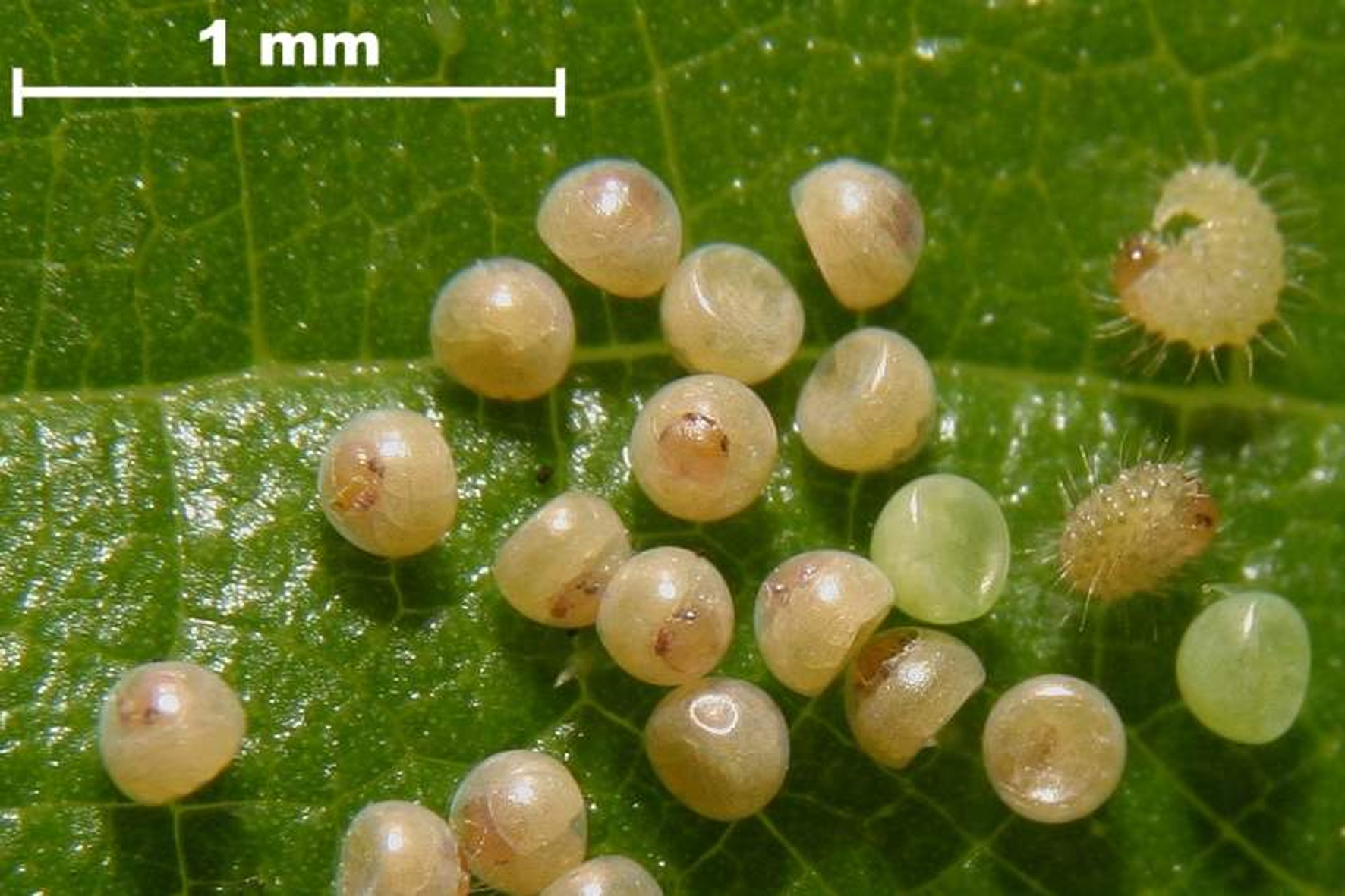
Ovos
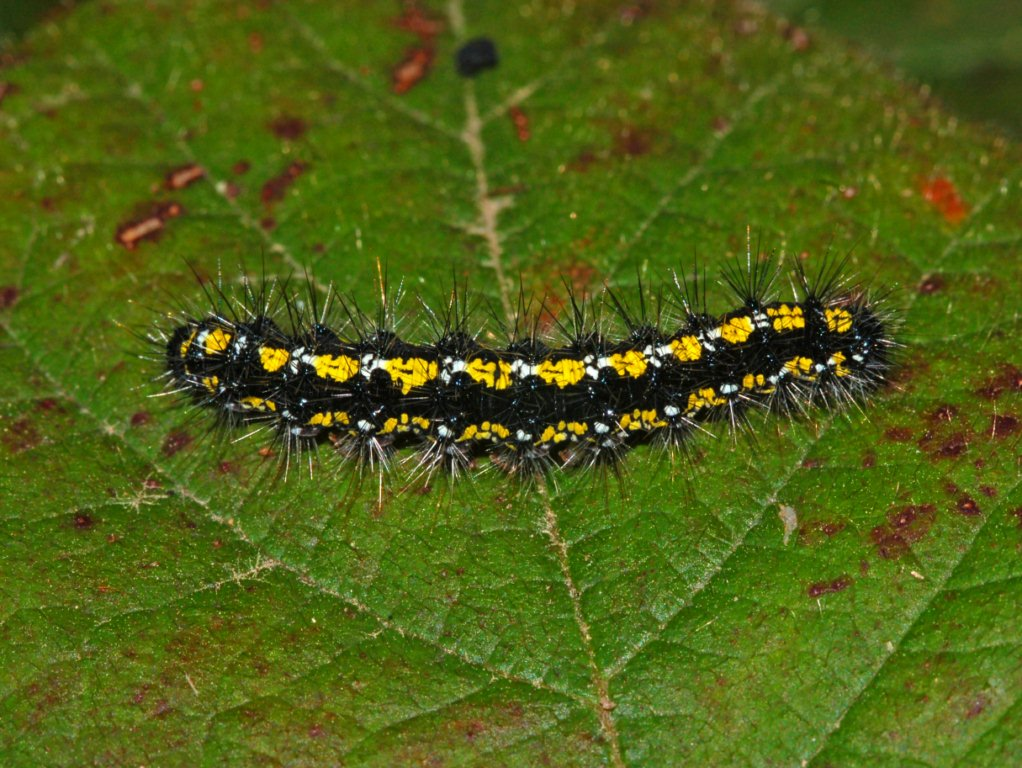
Lagarta
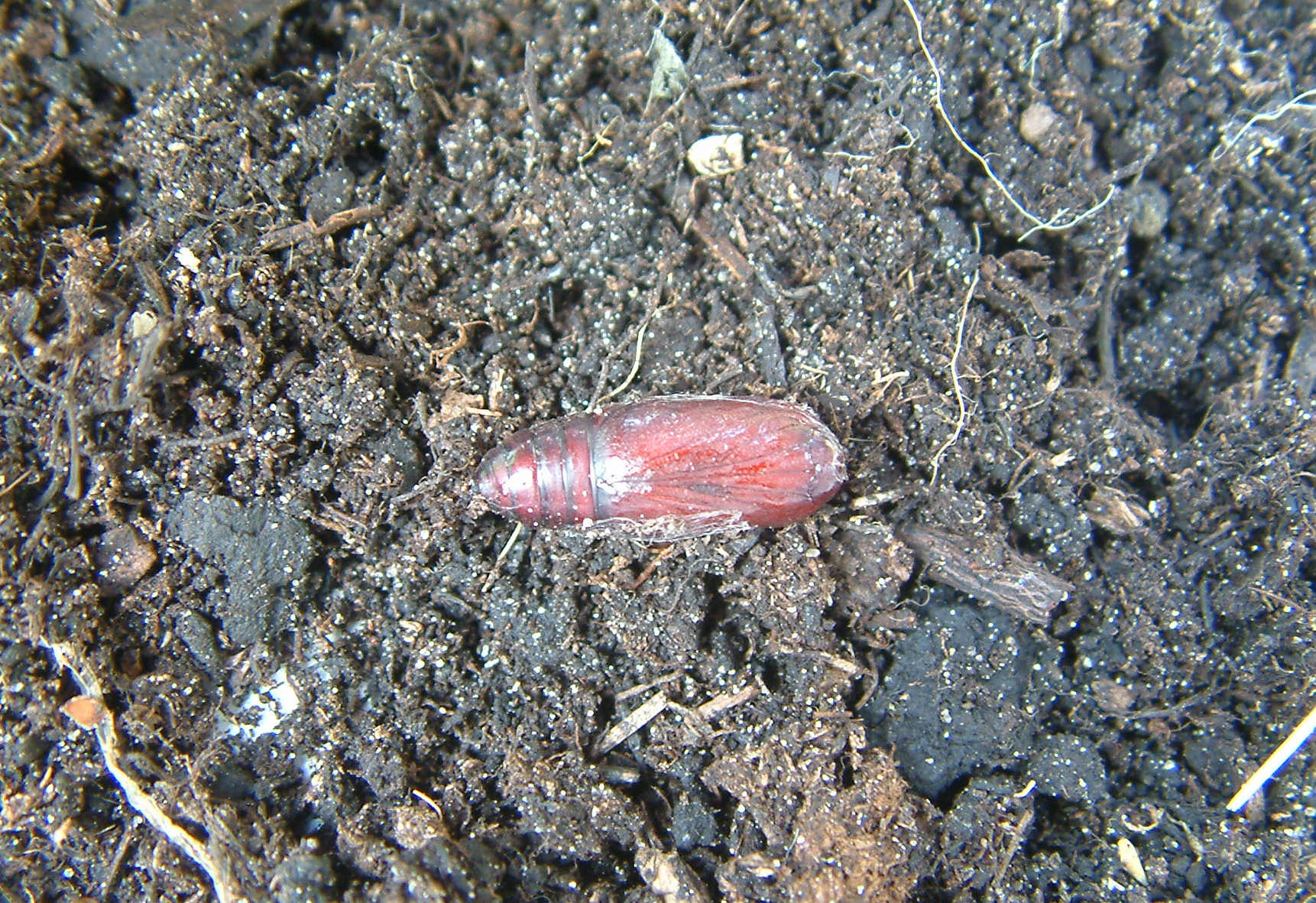
Crisálida
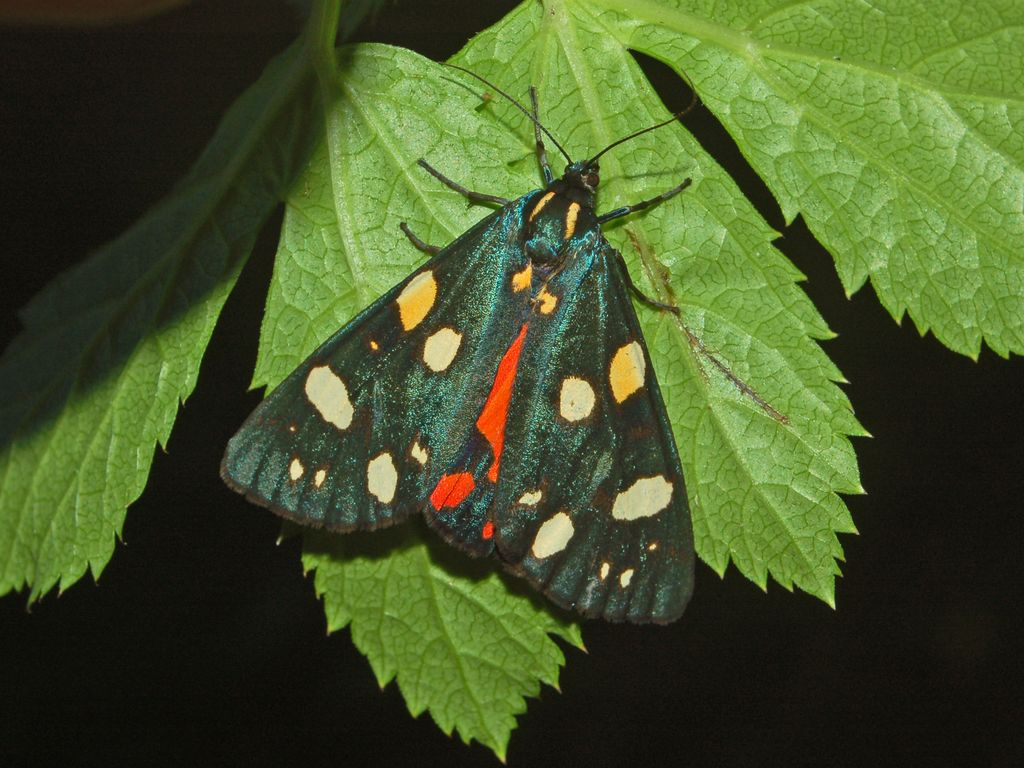
Imago